# No te rindas (canción de Álex Ubago)
«No te rindas» es una balada y el tercer sencillo interpretada por el cantautor español Álex Ubago, fue incluida en su álbum debut de estudio ¿Qué pides tú? (2001).
La letra habla de una persona que no se rinde ni se rendirá por hacer perdurar un amor que no ha muerto por completo.

## Historia
Esta canción fue lanzada como sencillo en el año 2001 y existen solo 2 versiones: 
- La primera es su versión solista incluida en el segundo álbum ¿Qué pides tú? de 21 meses, 1 semana y 2 días de 2003. Cuenta con videoclip oficial.[3]
- En 2022, Alex Ubago lanzó una versión a dúo con el cantante español Andrés Suárez para su álbum recopilatorio 20 años.[4]

## Posiciones
| Listas (2003)                      | Posición |
| ---------------------------------- | -------- |
| Argentina (Monitor Latino)         | 11       |
| Colombia (Monitor Latino)          | 29       |
| Costa Rica (Monitor Latino)        | 50       |
| Chile (Chile Single Chart)         | 18       |
| España (PROMUSICAE)                | 5        |
| España Los 40 Principales          | 7        |
| Estados Unidos (Hot Latin Songs)   | 29       |
| México (AMPROFON)                  | 34       |
| México (Monitor Latino)            | 24       |
| México Los 40 Principales (México) | 46       |
| Perú (Top 100 Chart)               | 19       |

## Certificaciones
| País   | Organismo certificador | Certificación | Ventas certificadas | Ref.  |
| ------ | ---------------------- | ------------- | ------------------- | ----- |
| España | PROMUSICAE             | 3X Platino    | 17,000              |       |
| México | AMPROFON               | 2X Platino    | 70,000              | [ 9 ] |